# Jan-Willem van Ewijk
Jan-Willem van Ewijk (Delft, 28 juli 1970) is een Nederlands filmregisseur, acteur en scenarioschrijver.

## Biografie
Jan-Willem van Ewijk werd geboren in Delft en bracht zijn jeugd door in Nederland en Californië. Hij verhuisde in 1989 terug naar Delft waar hij luchtvaart- en ruimtevaarttechniek studeerde aan de Technische Universiteit en na zeven jaar afstudeerde als vliegtuigbouwkundige. Na zijn studie werkte hij bij Airbus, Beechcraft, Bombardier Aerospace en Monitor Company en was hij betrokken bij de opstart van een investeringsbank. In 2002 zei hij zijn baan op om zich aan een filmcarrière te wijden. Hij begon aan het schrijven van het script van Nu. en richtte het productiehuis Propellor Film op. De film kreeg zijn première in 2006 op het Nederlands Film Festival waar hij een eervolle vermelding kreeg. In 2014 volgde zijn tweede speelfilm Atlantic., die in première ging op het Internationaal filmfestival van Toronto.

## Filmografie
- Nu. (2006, regie, scenario en acteur)
- Atlantic. (2014, regie, scenario en acteur)
- Alpha. (2024, regie en scenario)